# Go around

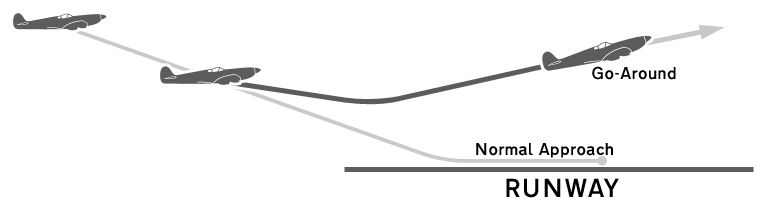
Esquema de una maniobra de Go-Around

Una maniobra de go-around, españolizada como motor y al aire o ida al aire, denominada también como aproximación fallida o frustrada, aterrizaje fallido o frustrado, arremetida o dar la vuelta, es un procedimiento aeronáutico que implica no terminar de realizar una aproximación (frustrar un aterrizaje o toma), por lo que se dice que se da motor y se vuelve al aire.
Generalmente, esta maniobra se realiza cuando no se dan las circunstancias necesarias para conseguir un aterrizaje seguro, como por ejemplo una mala aproximación que lleve a tocar la pista demasiado tarde y sin espacio para frenar, falta de alineamiento con el eje de pista, escasa visibilidad o bien se detecte otro avión no advertido antes, etc.
Para realizar esta maniobra se requiere cierta experiencia del piloto, quien deberá decidir en último momento si se aterriza o se aborta, ya que hay una altitud (altitud de decisión) bajo la cual resulta extremadamente peligroso abortar el aterrizaje, ya que se requiere una aplicación de máxima potencia y cabecear la aeronave hacia arriba, y esto podría provocar el impacto de la cola con el suelo o en inglés tail strike. Tras frustrar el aterrizaje, el controlador (en caso de ser un aeropuerto bajo control aéreo) da instrucciones para entrar en patrón de tráfico aéreo y realizar una nueva aproximación.
Esta maniobra es también conocida como «frustrada», y es realizada en grandes aeropuertos de una forma predeterminada. El procedimiento de la maniobra en cada aeropuerto se encuentra especificado en la carta de aproximación del mismo.

## Etimología
El término surge del uso tradicional de los patrones de tráfico en los aeródromos. Una aeronave que aterrice primero se unirá al patrón/circuito de tráfico y se preparará para el aterrizaje. Si por alguna razón, el piloto decide no aterrizar, simplemente puede volar de regreso a la altitud del patrón de tráfico/altura del circuito y completar otro circuito. El término "ida y vuelta" todavía se utiliza incluso para los aviones de pasajeros modernos, aunque a menudo no utilizan patrones/circuitos de tráfico tradicionales para el aterrizaje, sino que utilizan un procedimiento de giro y vuelta específico del aeropuerto.

## Utilización
El inicio de una maniobra aproximación fallida puede ser ordenado por el controlador de tráfico aéreo (normalmente el controlador local o de torre en un campo controlado) o iniciado por el piloto al mando de la aeronave por diversas razones, como un problema mecánico, viento repentino cambio, condiciones de vuelo inseguras, entradas de columna de control demasiado grandes demasiado cerca de la pista o tráfico en la pista.
En la aviación naval, el término Wave en español Ola, se utiliza en lugar de Go around. Al aterrizar en un portaaviones, un piloto siempre inicia una ola aplicando todo el empuje como medida a prueba de fallos. Si el gancho de cola del avión no logra atrapar ninguno de los cables de detención (conocidos como "bolter" de cubierta ), el avión puede ascender nuevamente. Si el gancho de cola engancha un cable, el avión se detendrá en poco tiempo de todos modos. Por el contrario, si no se iniciara un Wave y no se detuviera la aeronave, no tendría suficiente potencia ni pista para salir del portaaviones de manera segura.
Muchas aerolíneas y operadores de aeronaves establecen una lista de condiciones que deben cumplirse para que se pueda realizar un aterrizaje seguro. Si no se pueden cumplir una o más de estas condiciones, entonces se debe considerar una maniobra Go around en algunos casos y se debe llevar a cabo en otros. Esta lista suele estar escrita en el manual de operaciones de la aerolínea o del fabricante, que debe ser aprobado por la autoridad aeronáutica pertinente. La lista de condiciones del operador permite a los pilotos utilizar su criterio individual fuera de este alcance.

## Procedimiento
Cuando el piloto recibe instrucciones o decide realizar una aproximación fallida, el piloto aplica todo el empuje o un empuje predeterminado llamado TOGA (Takeoff and Go Around) al motor(es), adopta una altitud de ascenso y velocidad apropiadas, levanta el tren de aterrizaje cuando el avión ha logra una tasa de ascenso positiva, retrae los flaps según sea necesario, sigue las instrucciones de la torre de control (en espacio aéreo controlado) y normalmente sube al patrón de tránsito o sigue el procedimiento de aproximación fallida publicado para otra aproximación. De lo contrario, el piloto puede optar por desviarse a un aeropuerto alternativo o esperar durante algún tiempo mientras gira en círculos sobre el aeropuerto de aterrizaje, especialmente si el Go around se inició por mal tiempo.
Muchos aviones modernos, como la mayoría de los aviones Boeing y Airbus, tienen sistemas de aceleración automática/empuje automático que establecerán el empuje de motor si el Go around está activado.
En otras aeronaves, el piloto configura manualmente una maniobra de aproximación fallida. En una aeronave pequeña típica, como las que se encuentran en la aviación general, esto podría implicar:
- Aplicar potencia de giro (normalmente potencia máxima en motores de aspiración normal).
- Adoptar una actitud de ascenso y velocidad apropiadas.
- Retrayendo una etapa de colgajos si es necesario.
- Verificar una tasa de ascenso positiva y elevar el tren de aterrizaje si está equipado con un tren de aterrizaje retráctil.
- Retraer los flaps completamente cuando la aeronave alcance una cierta velocidad y altitud seguras.
- Ascenso a una altitud autorizada o a una altitud de patrón si se encuentra en un aeródromo sin torres.
- Avisar al ATC si el piloto inició la maniobra de maniobra, o acusa recibo de las instrucciones del ATC si se encuentra en un aeródromo controlado.

## Seguridad
Los Go around se producen con una tasa promedio de 1 a 3 por cada 1000 aproximaciones.  Las tasas de vuelo y al aire varían entre diferentes operadores de aeronaves y entornos operativos. Un Go around no es una emergencia y puede ser necesaria por varias razones. Algunos de ellos incluyen; aproximación inestable, incapaz de aterrizar en la zona de toma de contacto, no en configuración correcta, dirigida por ATC, obstáculo en la pista (aeronave, vehículo, animal) o problemas de controlabilidad de la aeronave.
La mitad de los accidentes de aviones comerciales entre 2012 y 2021 ocurrieron durante las fases de aproximación, aterrizaje y en maniobra de Go around. En 2011, el 68% (63) de los accidentes en la aviación comercial se produjeron durante estas fases del vuelo.
La falta de decisión de realizar una maniobra Go around es el principal factor de riesgo en los accidentes de aproximación y aterrizaje, y también es la causa principal de las excursiones de pista durante el aterrizaje. Sin embargo, se estima que sólo entre el 3% y el 5% de las aproximaciones no estabilizadas conducen a una maniobra de ida y vuelta. Uno de cada diez informes de maniobras de motor y al aire registran un resultado de maniobra de motor y al aire potencialmente peligroso, incluido el exceso de los límites de rendimiento de la aeronave o de la resistencia al combustible. 
Un estudio realizado por la Universidad Aeronáutica Embry-Riddle sobre una compañía aérea estadounidense en particular realizado para determinar predictores de una aproximación inestable en función de las condiciones a 500 pies (150 m) AGL, ha demostrado que los factores con mayor correlación fueron, en orden:
- Palancas de empuje al ralentí
- Acelerador automático desactivado
- Frenos de velocidad (frenos de aire) activados
- Desviación de la senda de planeo
- Desviación del localizador
- Flaps no extendidos
- Tasa de desviación de descenso
- Desviación de la velocidad de aproximación (V ref).
- Lista de verificación de aterrizaje incompleta

Una maniobra Go around es relativamente rara para la mayoría de los pilotos comerciales. En promedio, un piloto de corta distancia puede realizarla una o dos veces al año, y un piloto de larga distancia puede realizar una cada 2 o 3 años.
El Go around conlleva riesgos que incluyen:
- El inicio ineficaz de la maniobra de motor y al aire puede provocar una pérdida de control (LOC).

- No mantener el control durante la maniobra de motor y al aire puede provocar una LOC, incluido un contacto anormal con la pista, o un vuelo controlado contra el terreno (CFIT).

- No volar en la ruta requerida puede provocar CFIT o colisión en el aire (MAC).

- No mantener la separación del tráfico puede provocar MAC.

- La estela turbulenta generada puede crear un peligro para otra aeronave que puede provocar una LOC.